# Félix Archimède Pouchet
Félix Archimède Pouchet (auch „F.-A. Pouchet“; * 26. August 1800 in Rouen; † 6. Dezember 1872 ebenda) war ein französischer Naturwissenschaftler. Er war ein führender Protagonist der Auffassung, dass Leben spontan aus totem Material entstehen kann, und damit Gegner der Keimtheorie Louis Pasteurs.

## Leben
Pouchet studierte zunächst Medizin in Rouen. Dann wandte er sich der Botanik und Zoologie zu. 1828 wurde er Direktor des Naturkundemuseums und des Botanischen Gartens in Rouen, 1838 Professor an der Medizinischen Hochschule in Rouen. In seinem Hauptwerk Hétérogénie (1859) beschrieb Pouchet, unter welchen Bedingungen durch chemische Prozesse wie Fermentation und Fäulnis angeblich lebende Organismen entstehen. Pouchets Theorie wurde durch Pasteurs Nachweis von Mikroorganismen in der Luft widerlegt.
In seinem Werk Théorie positive de la fécondation des Mammifères (1842) beschrieb Pouchet erstmals den Zusammenhang von Menstruationszyklus und Follikelsprung.
Sein Sohn Charles Henri Georges Pouchet (1833–1894) war ebenfalls ein bekannter Naturforscher. Édouard Chatton nannte 1910 Paradinium poucheti zu seinen Ehren.

## Dedikationsnamen
René Primevère Lesson benannte 1840 Ornismya Pouchetii zu seinen Ehren, ein Name der heute als Synonym für die Grünstirn-Schmuckkolibri-Unterart Heliothryx auritus auriculatus (Nordmann, 1835) steht. Charles Lucien Jules Laurent Bonaparte erwähnte 1855 in seinem Artikel Tableau synoptique de l’ordre des Herodiens den Namen Herodias poucheti, eine Art, die er 1857 als Synonym zum Blaureiher (Egretta caerulea (Linnaeus, 1758)) betrachtete. Louis Victor Joseph Petit (1856–1943) benannte 1883 Hirundo Poucheti nach ihm, ein Name der heute als Synonym der Graubürzelschwalben-Unterart (Pseudhirundo griseopyga melbina (Verreaux, JP & Verreaux, JBÉ 1851)) gilt.

## Mitgliedschaften
1843 wurde Pouchet von Louis Largilliert als Mitglied Nummer 273 der Société Cuvierienne vorgestellt. Am 17. Dezember 1849 wurde er korrespondierendes Mitglied der Académie des sciences.

## Werke
- Essai sur l’histoire naturelle et médicale de la famille des solanées. Thèse de médecine de Paris n° 281, 1827 Digitalisat
- Histoire naturelle et médicale de la famille des Solanées, F. Baudry, Rouen 1829
- Nouvelles considérations scientifiques et économiques sur le jardin botanique de Rouen, F. Baudry, Rouen 1832
- Traité élémentaire de zoologie, ou Histoire naturelle du règne animal, E. Legrand, Rouen 1832, in-8°, X-643 p.
- Flore ou statistique botanique de la Seine-Inférieure, F. Baudry, Rouen 1834
- Traité de botanique appliquée, 1835
- Zoologie classique, 1841
- Théorie positive de la fécondation des Mammifères, Roret, Paris 1842 Digitalisat
- Note sur les protoorganismes animaux et végétaux nés spontanément de l’air artificiel, 1845
- Remarques sur les objections relatives aux protoorganismes rencontrés
- Théorie positive de l’ovulation spontanée et de la fécondation des mammifères et de l’espèce humaine, Baillière, Paris 1847 Digitalisat
- Histoire des sciences naturelles au moyen âge ou Albert le Grand et son époque considérés comme point de départ de l’école expérimentale, Paris, 1853.
- Hétérogénie, ou traité de la génération spontanée, Paris, 1859
- Nouvelles expériences sur la génération spontanée et la résistance vitale, V. Masson, Paris 1864
- L’univers les infiniments grands et les infiniments petits, Hachette, Paris 1865